# Малащук Роман-Богдан Іванович
Роман-Богдан Іванович Малащук (11 листопада 1913 с. Бедриківці, (тепер Заліщицька міська громада, Чортківський район, Тернопільська область) — 9 травня 1991, м. Торонто, Канада) — український громадський і політичний діяч.

## Життєпис
Народився 11 листопада 1913 року в селі Бедриківці (тепер Заліщицька міська громада, Чортківський район, Тернопільська область).
Навчався на гуманітарному (1934–35) та юридичному (1937–39) факультетах Львівського університету. 
У 1931-1934 член Коломийської окружної екзекутиви ОУН, окружний провідником Коломийщини (1935–37). Також займав посаду провідника студентського сектору Крайової екзекутиви ОУН ЗУЗ (1937–39). Учасник 7-го конгресу Союзу українських студентських організацій під Польщею (СУСОП) у Львові. Організатор 20-тисячної демонстрації у Львові в 1938 році на підтримку Карпатської України. 
У березні 1939 заарештований польською поліцією, звільнений на початку 2-ї Світової війни. Учасник 2-го Великого збору ОУН у Кракові. Входив разом із Василем Куком, Миколою Лемиком та Зеноном Матлою в Штаб похідних груп ОУН(б), у якому займався організацією вишколу.
Влітку 1941 – співробітник організаційної референтури Проводу ОУН у Львові, в. о. обласного провідника ОУН Станіславщини. У вересні 1941 заарештований ґестапо, до травня 1945 перебував у німецьких концентраційних таборах.
Після звільнення перебував у ФРН, в 1948 здобув докторат із права в УВУ (Мюнхен). Згодом переїхав до Канади. 
Протягом 1945–1968 – член Головного Суду та Проводу Закордонних частин ОУН, а з 1968 – член Проводу ОУН. Крім того він був першим головою (1949–75) «Ліги визволення України», членом секретаріату Світового конгресу вільних українців (1973–83) та членом дирекції і редакції видавництва «Гомін України» (Торонто). 
Автор спогадів «З книги мого життя» (т. 1–2, Торонто, 1987–88).